# Who Is Chris Rock?
Who Is Chris Rock? (br. Quem é Chris Rock?) é um curta-metragem sobre a vida do comediante Chris Rock. No curta aparece ele e sua mãe falando sobre sua vida, filmes, na infância e  outros assuntos.